# Luca Vergallito
Luca Vergallito (* 14. September 1997 in Mailand) ist ein italienischer Radrennfahrer.

## Sportlicher Werdegang
Als Junior bis hin zur U23 war Vergallito bereits im Radsport aktiv, blieb aber ohne nennenswerte Ergebnisse. Nach zwei Jahren in der U23 gab er mit Blick auf sein Studium für Sportwissenschaften die Wettkampftätigkeit auf und blieb nur noch als Freizeitsportler aktiv. 2020 schloss er sein Studium ab und wechselte zum Masterstudium, parallel begann er als Radsporttrainer zu arbeiten.
Im Jahr 2022 nahm Vergallito im E-Cycling an der Zwift Academy teil, gewann diese und sicherte sich damit Vertrag beim Team Alpecin-Deceuninck. 2023, in seiner ersten Saison, war er formal noch Mitglied im Alpecin-Deceuninck Development Team, wurde aber bereits mehrfach im UCI WorldTeam eingesetzt. Den ersten Sieg auf der Straße erzielte bei der Oberösterreich-Rundfahrt 2023, als er die letzte Etappe gewann und damit noch die Führung in der Gesamtwertung mit nur einer Sekunde Vorsprung eroberte. Beim Giro della Regione Friuli Venezia Giulia gewann er die Königsetappe und sicherte sich damit auch die Bergwertung der Rundfahrt. Er gewann zudem die Tour de Liège.
Zur Saison 2024 wurde Vergallito in das UCI WorldTeam von Alpecin-Deceuninck übernommen, mit dem er bei der Vuelta a España 2024 erstmals eine Grand Tour absolvierte. 

## Erfolge
2023
- Gesamtwertung und eine Etappe Oberösterreich-Rundfahrt
- eine Etappe und Bergwertung Giro della Regione Friuli Venezia Giulia

## Grand-Tour-Platzierungen
| Grand Tour            | 2024 |
| --------------------- | ---- |
| Giro d’ItaliaGiro     | –    |
| Tour de FranceTour    | –    |
| Vuelta a EspañaVuelta | 105  |